# Jean Marie Gabriel Duran
Pour les articles homonymes, voir Duran.
Jean-Marie Gabriel Duran est un homme politique français né le 24 mars 1772 à Saint-Gaudens (Haute-Garonne) et mort le 18 décembre 1850 à Gabarret (Landes).

## Biographie
Maire de Saint-Gaudens en 1813, il est conseiller général et député de la Haute-Garonne de 1830 à 1831, soutenant la monarchie de Juillet.

## Sources
« Jean Marie Gabriel Duran », dans Adolphe Robert et Gaston Cougny, Dictionnaire des parlementaires français, Edgar Bourloton, 1889-1891 [détail de l’édition]